# Megatoma dolia
Megatoma dolia là một loài bọ cánh cứng trong họ Dermestidae. Loài này được Beal miêu tả khoa học năm 1967.